# Vuelta a España 2012
Vuelta a España 2012 var den 67. udgave af Vuelta a España. Løbet startede 18. august med en holdtidskørsel i Pamplona. Ingen af etaperne blev kørt syd for Madrid, idet, der på grund af den finansielle krise ikke var nogen byer der, der ville byde ind som start- eller målby.
Vinder blev Alberto Contador fra Team Saxo Bank-Tinkoff Bank, der dermed fik et markant comeback til toppen af international landevejscykling efter at have udstået en længere udelukkelse fra sporten som følge af en dopingdom. Hans sejr blev skabt, da han vandt løbets 17. etape og her distancerede de nærmeste konkurrenter, Alejandro Valverde og Joaquin Rodríguez, der sluttede som henholdsvis nummer to og tre i løbet.

## Deltagere
Argos-Shimano, Cofidis, Andalucía og Caja Rural var inviteret til at deltage sammen med de 18 UCI ProTeams. 
Matti Breschel (Rabobank) og Nicki Sørensen (Team Saxo Bank-Tinkoff Bank) var Danmarks repræsentanter i løbet. Amets Txurruka og Adam Hansen stillede til start i deres tredje Grand Tour for året, men det var kun sidstnævnte som har fuldført begge de foregående.
| Nationer                                                                             | Antal ryttere |
| ------------------------------------------------------------------------------------ | ------------- |
| Spanien                                                                              | 48            |
| Frankrig                                                                             | 21            |
| Holland, Italien                                                                     | 20            |
| Belgien                                                                              | 19            |
| Australien                                                                           | 8             |
| Colombia, Portugal, Tyskland                                                         | 6             |
| Polen                                                                                | 5             |
| Kasakhstan, Rusland, Storbritannien, USA                                             | 4             |
| Danmark, Luxembourg, New Zealand, Schweiz, Tjekkiet, Ukraine                         | 2             |
| Bulgarien, Canada, Eritrea, Irland, Japan, Kina, Letland, Norge, Sverige, Usbekistan | 1             |
| Totalt                                                                               | 198           |

## Etaper
| Etape | Dato         | Strækning                                        | Km       | Type           | Type           | Etapevinder               | Samlet                     |
| ----- | ------------ | ------------------------------------------------ | -------- | -------------- | -------------- | ------------------------- | -------------------------- |
| 1     | 18. august   | Pamplona                                         | 16,2 km  | Holdtidskørsel | Holdtidskørsel | Team Movistar             | Jonathan Castroviejo (MOV) |
| 2     | 19. august   | Pamplona – Viana                                 | 180,0 km | Flad etape     | Flad           | John Degenkolb (ARG)      | Jonathan Castroviejo (MOV) |
| 3     | 20. august   | Faustino V – Eibar (Arrate)                      | 153,0 km | Bjergetape     | Bjergetape     | Alejandro Valverde (MOV)  | Alejandro Valverde (MOV)   |
| 4     | 21. august   | Barakaldo – Estación de Valdezcaray              | 155,4 km | Bjergetape     | Bjergetape     | Simon Clarke (OGE)        | Joaquim Rodríguez (KAT)    |
| 5     | 22. august   | Logroño – Logroño                                | 172,0 km | Flad etape     | Flad           | John Degenkolb (ARG)      | Joaquim Rodríguez (KAT)    |
| 6     | 23. august   | Tarazona – Jaca                                  | 174,8 km | Flad etape     | Flad           | Joaquim Rodríguez (KAT)   | Joaquim Rodríguez (KAT)    |
| 7     | 24. august   | Huesca – Alcañiz. Motorland Aragón               | 160,0 km | Flad etape     | Flad           | John Degenkolb (ARG)      | Joaquim Rodríguez (KAT)    |
| 8     | 25. august   | Lleida – Andorra. Collada de La Gallina          | 175,0 km | Bjergetape     | Bjergetape     | Alejandro Valverde (MOV)  | Joaquin Rodriguez (KAT)    |
| 9     | 26. august   | Andorra la Vella – Barcelona                     | 194,0 km | Flad etape     | Flad           | Philippe Gilbert (BMC)    | Joaquin Rodriguez (KAT)    |
| H     | 27. august   | Hviledag                                         | Hviledag | Hviledag       | Hviledag       | Hviledag                  | Hviledag                   |
| 10    | 28. august   | Ponteareas – Sanxenxo                            | 166,4 km | Flad etape     | Flad           | John Degenkolb (ARG)      | Joaquin Rodriguez (KAT)    |
| 11    | 29. august   | Cambados – Pontevedra                            | 40,0 km  | Enkeltstart    | Enkeltstart    | Frederik Kessiakoff (AST) | Joaquin Rodriguez (KAT)    |
| 12    | 30. august   | Vilagarcía de Arousa – Dumbría. Mirador de Ézaro | 184,6 km | Flad etape     | Flad           | Joaquin Rodriguez (KAT)   | Joaquin Rodriguez (KAT)    |
| 13    | 31. august   | Santiago de Compostela – Ferrol                  | 172,7 km | Flad etape     | Flad           | Steve Cummings (BMC)      | Joaquin Rodriguez (KAT)    |
| 14    | 1. september | Palas de Rey – Puerto de Ancares                 | 152,0 km | Bjergetape     | Bjergetape     | Joaquin Rodriguez (KAT)   | Joaquin Rodriguez (KAT)    |
| 15    | 2. september | La Robla – Lagos de Covadonga                    | 186,7 km | Bjergetape     | Bjergetape     | Antonio Piedra (CJR)      | Joaquin Rodriguez (KAT)    |
| 16    | 3. september | Gijón – Valgrande-Pajares. Cuitu Negru           | 185,0 km | Bjergetape     | Bjergetape     | Dario Cataldo (OPQ)       | Joaquin Rodriguez (KAT)    |
| H     | 4. september | Hviledag                                         | Hviledag | Hviledag       | Hviledag       | Hviledag                  | Hviledag                   |
| 17    | 5. september | Santander – Fuente Dé                            | 177,0 km | Flad etape     | Flad           | Alberto Contador (SBT)    | Alberto Contador (SBT)     |
| 18    | 6. september | Aguilar de Campoo – Valladolid                   | 186,4 km | Flad etape     | Flad           | Daniele Bennati (RNT)     | Alberto Contador (SBT)     |
| 19    | 7. september | Peñafiel – La Lastrilla                          | 169,0 km | Flad etape     | Flad           | Philippe Gilbert (BMC)    | Alberto Contador (SBT)     |
| 20    | 8. september | La Faisanera Golf. Segovia 21 – Bola del Mundo   | 169,5 km | Bjergetape     | Bjergetape     | Denis Menchov (KAT)       | Alberto Contador (SBT)     |
| 21    | 9. september | Cercedilla – Madrid                              | 111,9 km | Flad etape     | Flad           | John Degenkolb (ARG)      | Alberto Contador (SBT)     |

## Resultater
Trøjerne dag for dag
| Etape             | Samlet               | Pointtrøjen        | Bjergtrøjen        | Kombinationstrøjen | Holdkonkurrencen | Mest angrebsivrige rytter |
| ----------------- | -------------------- | ------------------ | ------------------ | ------------------ | ---------------- | ------------------------- |
| 0 1. etape (TTT)  | Jonathan Castroviejo | Ikke uddelt        | Ikke uddelt        | Ikke uddelt        | Team Movistar    | Imanol Ollo Erviti        |
| 0 2. etape        | Jonathan Castroviejo | John Degenkolb     | Javier Chacon      | Javier Chacon      | Team Movistar    | Javier Aramendia          |
| 0 3. etape        | Alejandro Valverde   | Alejandro Valverde | Pim Ligthart       | Alejandro Valverde | Team Movistar    | Alejandro Valverde        |
| 0 4. etape        | Joaquin Rodriguez    | Simon Clarke       | Simon Clarke       | Joaquin Rodriguez  | Rabobank         | Luis Angel Mate Mardones  |
| 0 5. etape        | Joaquin Rodriguez    | John Degenkolb     | Simon Clarke       | Joaquin Rodriguez  | Rabobank         | Javier Chacon             |
| 0 6. etape        | Joaquin Rodriguez    | John Degenkolb     | Simon Clarke       | Joaquin Rodriguez  | Team Sky         | Thomas De Gendt           |
| 0 7. etape        | Joaquin Rodriguez    | John Degenkolb     | Simon Clarke       | Joaquin Rodriguez  | Team Sky         | Javier F. Aramendia       |
| 0 8. etape        | Joaquin Rodriguez    | John Degenkolb     | Alejandro Valverde | Joaquin Rodriguez  | Rabobank         | Javier F. Aramendia       |
| 0 9. etape        | Joaquin Rodriguez    | Joaquin Rodriguez  | Alejandro Valverde | Joaquin Rodriguez  | Rabobank         | Javier Chacon             |
| 0 10. etape       | Joaquin Rodriguez    | John Degenkolb     | Alejandro Valverde | Joaquin Rodriguez  | Rabobank         | Javier F. Aramendia       |
| 0 11. etape (ITT) | Joaquin Rodriguez    | John Degenkolb     | Alejandro Valverde | Joaquin Rodriguez  | Rabobank         | Frederik Kessiakoff       |
| 0 12. etape       | Joaquin Rodriguez    | Joaquin Rodriguez  | Alejandro Valverde | Joaquin Rodriguez  | Rabobank         | Mikel A. Chaurreau        |
| 0 13. etape       | Joaquin Rodriguez    | Joaquin Rodriguez  | Alejandro Valverde | Joaquin Rodriguez  | Rabobank         | Juan A. Giannoni          |
| 0 14. etape       | Joaquin Rodriguez    | Joaquin Rodriguez  | Simon Clarke       | Joaquin Rodriguez  | Rabobank         | Juan M. Garate            |
| 0 15. etape       | Joaquin Rodriguez    | Joaquin Rodriguez  | Simon Clarke       | Joaquin Rodriguez  | Team Movistar    | Antonia Piedra            |
| 0 16. etape       | Joaquin Rodriguez    | Joaquin Rodriguez  | Simon Clarke       | Joaquin Rodriguez  | Team Movistar    | Dario Cataldo             |
| 0 17. etape       | Alberto Contador     | Joaquin Rodriguez  | Simon Clarke       | Joaquin Rodriguez  | Team Movistar    | Alberto Contador          |
| 0 18. etape       | Alberto Contador     | Joaquin Rodriguez  | Simon Clarke       | Joaquin Rodriguez  | Team Movistar    | Gatis Smukulis            |
| 0 19. etape       | Alberto Contador     | Joaquin Rodriguez  | Simon Clarke       | Joaquin Rodriguez  | Team Movistar    | Chen Ji                   |
| 0 20. etape       | Alberto Contador     | Joaquin Rodriguez  | Simon Clarke       | Joaquin Rodriguez  | Team Movistar    | Simon Clarke              |
| 0 21. etape       | Alberto Contador     | Alejandro Valverde | Simon Clarke       | Alejandro Valverde | Team Movistar    | Alberto Contador          |
| Vinder            | Alberto Contador     | Alejandro Valverde | Simon Clarke       | Alejandro Valverde | Team Movistar    | Alberto Contador          |

Samlet
| Nr | Rytter             | Hold                        | Tid      |
| -- | ------------------ | --------------------------- | -------- |
|    | Alberto Contador   | Team Saxo Bank-Tinkoff Bank | 84:59:49 |
| 2  | Alejandro Valverde | Team Movistar               | +1:16    |
| 3  | Joaquin Rodriguez  | Team Katusha                | +1:37    |
| 4  | Chris Froome       | Team Sky                    | +10:16   |
| 5  | Daniel Moreno      | Team Katusha                | +11:29   |
| 6  | Robert Gesink      | Rabobank                    | +12:23   |
| 7  | Andrew Talansky    | Garmin-Sharp                | +13:28   |
| 8  | Laurens Ten Dam    | Rabobank                    | +14:41   |
| 9  | Igor Anton         | Euskaltel-Euskadi           | +14:01   |
| 10 | Benta Intxausti    | Team Movistar               | +16:13   |

For komplette resultater se: Ryttere og hold i Vuelta a España 2012 (kommer efter løbet)
Pointtrøjen
| Nr | Rytter             | Hold                        | Point |
| -- | ------------------ | --------------------------- | ----- |
|    | Alejandro Valverde | Team Movistar               | 199   |
| 2  | Joaquin Rodriguez  | Team Katusha                | 193   |
| 3  | Alberto Contador   | Team Saxo Bank-Tinkoff Bank | 161   |
| 4  | John Degenkolb     | Argos-Shimano               | 149   |
| 5  | Daniele Bennati    | RadioShack-Nissan           | 107   |

Bjergtrøjen
| Nr | Rytter             | Hold            | Point |
| -- | ------------------ | --------------- | ----- |
|    | Simon Clarke       | Orica-GreenEDGE | 63    |
| 2  | David de la Fuente | Caja Rural      | 40    |
| 3  | Joaquin Rodriguez  | Team Katusha    | 36    |
| 4  | Thomas De Gendt    | Vacansoleil-DCM | 33    |
| 5  | Alejandro Valverde | Team Movistar   | 31    |

Kombinationstrøjen
| Nr | Rytter             | Hold                        | Point |
| -- | ------------------ | --------------------------- | ----- |
|    | Alejandro Valverde | Team Movistar               | 8     |
| 2  | Joaquin Rodriguez  | Team Katusha                | 8     |
| 3  | Alberto Contador   | Team Saxo Bank-Tinkoff Bank | 10    |
| 4  | Chris Froome       | Team Sky                    | 30    |
| 5  | Daniel Moreno      | Team Katusha                | 48    |

Holdkonkurrencen
| Nr | Hold              | Tid       |
| -- | ----------------- | --------- |
|    | Team Movistar     | 254:52:49 |
| 2  | Euskaltel-Euskadi | +9:40     |
| 3  | AG2R La Mondiale  | +20:19    |
| 4  | Rabobank          | +23:48    |
| 5  | Team Sky          | +26:55    |